# 花房満三郎
花房 満三郎（はなぶさ まんさぶろう、1903年（明治36年）9月14日 - 1968年（昭和43年）3月20日）は、日本の実業家、編集者。文藝春秋元編集長、文藝春秋新社（現・株式会社文藝春秋）元取締役、新有社元専務。

## 人物・経歴
1903年、内閣官僚を務めた花房直三郎の三男として生まれる。
1927年、立教大学文学部卒業。
文藝春秋社に入社し、文藝春秋編集長（1939年‐1942年、1943年‐1944年）を務めた。
1946年、文藝春秋新社（現・株式会社文藝春秋）常任監査役に就任し、取締役を歴任。1948年、新有社専務に就任した。
妻・春子は、洋画家で日本初のカフェとされる「カフェー・プランタン」を創業した松山省三の長女で、歌舞伎役者の五代目河原崎國太郎の妹。